# Mark Winegardner
Mark Winegardner (* 24. November 1961 in Bryan, Ohio) ist ein US-amerikanischer Schriftsteller. 

## Biographie
Winegardner absolvierte die Miami University mit magna cum laude und erhielt von der George Mason University das Master-Diplom im fiktionalen Schreiben. Das erste Buch des US-Amerikaners wurde während seiner Ausbildungszeit veröffentlicht. Winegardner war damals 26 Jahre alt. Momentan ist er Englisch-Professor und Direktor des Creative-Writing-Programms an der Florida State University in Tallahassee.
Beiträge des Autors erschienen unter anderem in GQ, im Playboy oder im New Work Times Magazine. Winegardner wurde von Mario Puzos Erben ausgewählt, eine Fortsetzung des Paten zu verfassen. Als erster Band erschien 2004 bei Random House The Godfather Returns (deutsch: Der Pate kehrt zurück) und 2006 bei Putnam The Godfather's Revenge (deutsch: Die Rache des Paten). Im deutschen Sprachraum erschienen beide Bände beim Heyne Verlag. 

## Werke (Auswahl)
- 2004: The Godfather Returns (dt. Der Pate kehrt zurück)
- 2006: The Godfather's Revenge (dt. Die Rache des Paten)